# Friedrich Töpper
Friedrich August Töpper (* 2. Dezember 1891 in Karlsruhe; † 29. Juni 1953 ebenda) war ein deutscher Politiker der SPD. Von 1947 bis 1952 war er Oberbürgermeister von Karlsruhe, außerdem war er von 1949 bis 1950 Vizepräsident des Landtags von Württemberg-Baden.

## Leben und Beruf
Töpper, Sohn eines Schneidermeisters, besuchte die Volks- und Realschule in Karlsruhe, dort absolvierte er später eine kaufmännische Lehre und besuchte die Handelsschule. Nach einjährigem Militärdienst war er als Buchhalter tätig und ging nunmehr auf die Handelshochschule. Anschließend nahm er eine Tätigkeit als Vertreter einer Papierwarenfabrik auf. 1917 zog er als Soldat in den Ersten Weltkrieg. 1919 übernahm er das Tabakwarengeschäft seiner Eltern, seit 1928 unterhielt er dort eine staatliche Lotterieeinnahmestelle. Daneben war er Landesvorsitzender des Verbandes der Zigarrenhändler.
Am 23. Juni 1933 wurde dem Sozialdemokraten und Stadtrat Töpper die Lizenz als staatlicher Lotterieeinnehmer aus politischen Gründen entzogen. Er legte Einspruch gegen die Entscheidung der NS-Behörden ein, das Badische Finanz- und Wirtschaftsministerium lehnte diesen am 5. August 1933 jedoch ab. Kurz zuvor geriet Töpper bereits in mehrwöchige, sogenannte „Schutzhaft“. Eine weitere „Schutzhaft“ verbrachte er im August 1944, als er im Rahmen der „Aktion Gewitter“ verhaftet wurde.
Am 3. Mai 1945 wurde Töpper Mitglied der Industrie- und Handelskammer Baden. Im selben Jahr wurde er zum Präsidenten der IHK Karlsruhe ernannt. Am 13. August 1945 übernahm er die kommissarische Leitung der Badischen Kommunalen Landesbank, am 10. Dezember 1945 folgte die ehrenamtliche, ebenfalls kommissarische Leitung des Badischen Sparkassen- und Giroverbandes. Daneben baute er seinen Tabakgroß- und -einzelhandel wieder auf.
Töpper war seit 1919 mit Olga, geborene Pfeiffer, verheiratet. Aus der Ehe gingen zwei Kinder hervor. Seine letzte Ruhestätte fand er auf dem Friedhof Rüppurr.

## Politik
Töpper trat 1908 in die sozialistische Arbeiterjugend und 1910 in die SPD ein. 1919 wurde er zum Stadtverordneten, 1922 zum Stadtrat in Karlsruhe gewählt. Er war nicht nur jüngstes Mitglied der Fraktion, sondern auch deren Vorsitzender. Neben seiner politischen Tätigkeit hatte er den Vorsitz des Badischen Arbeiter-Sängerbundes inne, außerdem war er stellvertretender Vorsitzender des Verwaltungsrats der Städtischen Sparkasse Karlsruhe sowie Vorsitzender des Aufsichtsrats der Verlagsdruckerei Volksfreund. 1933 kandidierte er erfolglos für den Reichstag.
Nach dem Krieg beteiligte sich Töpper als Gründungsmitglied und -vorsitzender am Wiederaufbau der Karlsruher SPD. Er zog erneut in den Stadtrat ein und wurde dort Fraktionsvorsitzender der SPD. Am 20. Januar 1947 wurde er zum Oberbürgermeister gewählt, im Jahr darauf wurde er durch Direktwahl im Amt bestätigt. In seiner Amtszeit wurden das Bundesverfassungsgericht und der Bundesgerichtshof in Karlsruhe angesiedelt, wofür er sich mit Erfolg einsetzte. Außerdem führte er den Wiederaufbau der Stadt fort, vollzog die Errichtung des Stadtgartens und der Stadthalle sowie die Ansiedlung von Industriebetrieben.
1946 wurde er als Vertreter der Industrie- und Handelskammern in die Vorläufige Volksvertretung für Württemberg-Baden berufen. Im selben Jahr erfolgte die Wahl in die Verfassunggebende Landesversammlung, wenig später auch in den württemberg-badischen Landtag. Dieser wählte ihn am 3. November 1949 zum zweiten Vizepräsidenten. Nach der Wahl 1950 schied er aus dem Landtag aus.
Am 31. Mai 1952 legte er das Amt des Oberbürgermeisters aus gesundheitlichen Gründen vorzeitig nieder.

## Ehrungen
- Ehrensenator der Technischen Hochschule Karlsruhe
- 1952: Großes Verdienstkreuz der Bundesrepublik Deutschland
- Die Töpperstraße in Karlsruhe wurde nach ihm benannt.
- Ein ehemaliges Fahrgastschiff im Karlsruher Rheinhafen trug seinen Namen.